# فرانك دونوفان
فرانك دونوفان (بالإنجليزية: Frank Donovan)‏ (26 فبراير 1919 في المملكة المتحدة - 1 أبريل 2003 في المملكة المتحدة) هو مدرب كرة قدم ولاعب كرة قدم ويلزي في مركز جناح ‏، شارك في الألعاب الأولمبية الصيفية 1948. وشارك مع منتخب المملكة المتحدة الوطني لكرة القدم. أما مع النوادي، فقد لعب مع سوانزي سيتي.

## وصلات خارجية
- فرانك دونوفان على موقع الاتحاد الدولي (مؤرشف)  (الإنجليزية)
- فرانك دونوفان على موقع أوليمبيديا (الإنجليزية)
- فرانك دونوفان على موقع اللجنة الأولمبية البريطانية (الإنجليزية)